# Juan Díaz Covarrubias
Juan Díaz Covarrubias (Xalapa, Veracruz, 27 de diciembre de 1837 - Tacubaya, Distrito Federal, 11 de abril de 1859) fue un escritor y poeta mexicano de ideología liberal. Fue uno de los Mártires de Tacubaya que fueron ejecutados durante la guerra de Reforma.

## Semblanza biográfica
Fue hijo del poeta José de Jesús Díaz de quien recibió su influencia artística, ya que acostumbraba organizar tertulias en su hogar. Su hermano mayor fue el ingeniero geógrafo y diplomático Francisco Díaz Covarrubias. En 1848 se trasladó junto con su familia a la Ciudad de México. Ingresó en el Colegio de Letrán cursando Filosofía y Latín. Entabló amistad con el estudiante de leyes Manuel Mateos —hermano de Juan Antonio Mateos—, y con Ignacio Manuel Altamirano.  Fue discípulo de Ignacio Ramírez.
A pesar de haber demostrado un gran interés por la literatura y la poesía, en 1852 comenzó a estudiar la carrera de medicina. Se afilió al Partido Liberal. Paralelamente publicó artículos y poemas en los periódicos El Monitor Republicano, El Siglo Diez y Nueve y el Diario de Avisos. 
Al escuchar los rumores del inminente enfrentamiento entre tropas liberales y conservadoras en Tacubaya, decidió asistir al lugar para ofrecer sus servicios médicos a las tropas de Santos Degollado. La batalla de Tacubaya resultó ser una victoria para el ejército conservador comandado por Leonardo Márquez. Terminada la contienda, el general Miguel Miramón ordenó ejecutar a los oficiales liberales que habían sido aprehendidos. Debido a un exceso cometido por la soldadesca de Márquez, además de los oficiales y soldados, fueron ejecutados médicos y civiles. Covarrubias y su amigo Mateos murieron en el paredón en 1859. El fusilamiento de Díaz Covarrubias y el de los mártires de Tacubaya fue criticado fuertemente por Francisco Zarco en El Siglo Diez y Nueve.  Manuel Acuña lo llamó "el Poeta Mártir".
La población de San Juan Sugar, del municipio de Hueyapan de Ocampo, en Veracruz, fue bautizada en su honor el 20 de mayo de 1938.

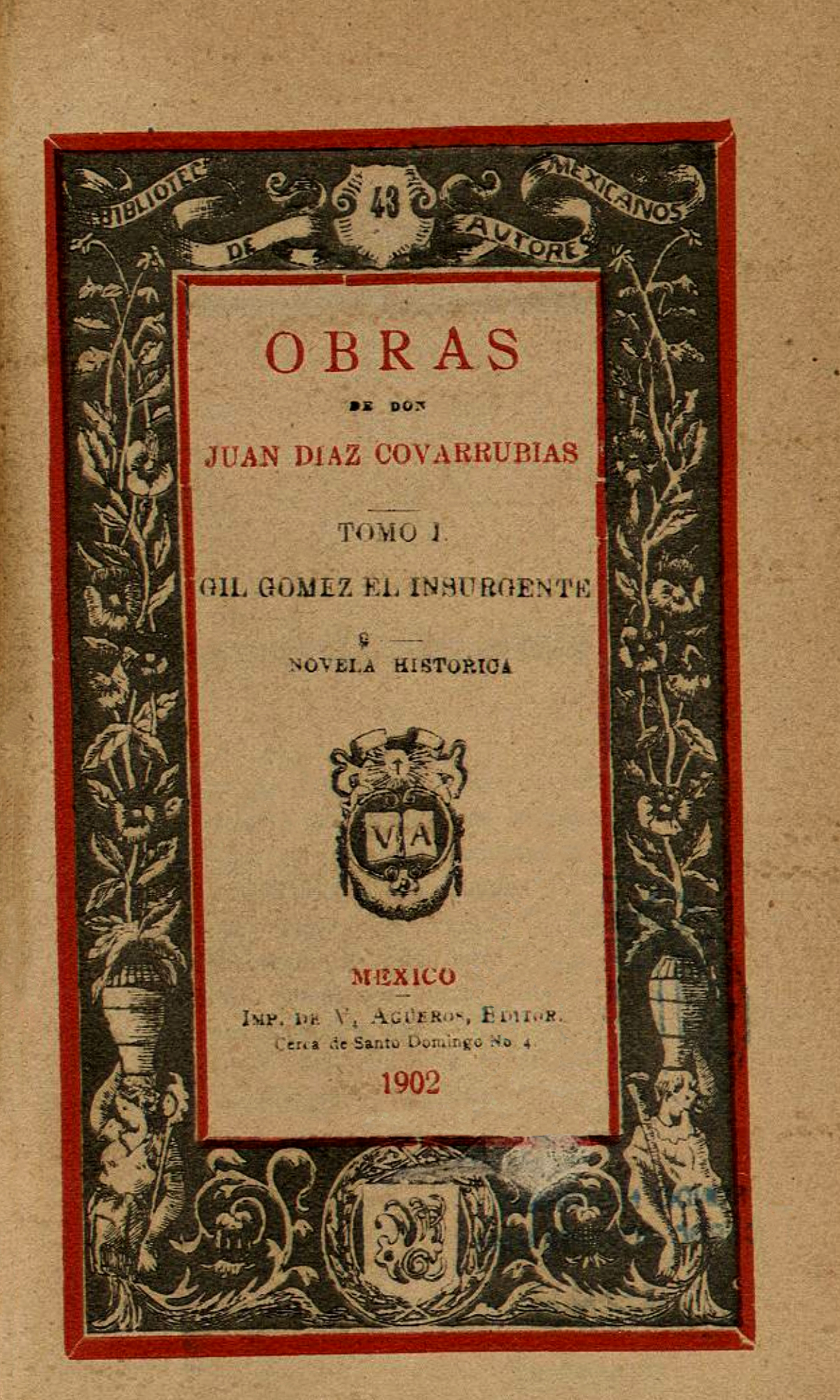
Portada del libro Obras de D. Juan Díaz Covarrubias, 1902.

## Obras
Perteneció a la corriente del romanticismo. Se le considera uno de los pioneros de la novela histórica mexicana. A pesar de su corta vida, escribió numerosos poemas, varios cuentos y tres novelas:
- Gil Gómez el insurgente o La hija del médico (1858)
- La clase media
- El diablo en México (1860)
- "La azucena y la violeta"
- "La sensitiva"
- "Episodio juvenil"

En 1959, al cumplirse el centenario de su muerte, la historiadora Clementina Díaz y de Ovando compiló sus Obras completas.